# Lliga alemanya de futbol 2002-03

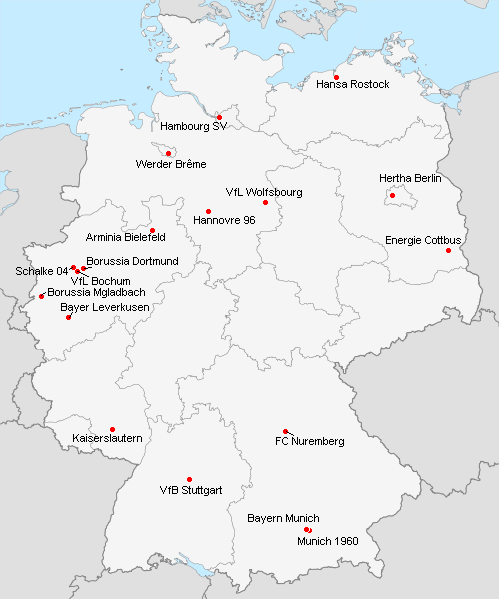
Equips de futbol participants en la Bundesliga lantemporada 2002-2003.

La Fußball-Bundesliga 2002-03 va ser la 40a edició de la Lliga alemanya de futbol, la competició futbolística més important del país.

## Classificació
- Font: www.resultados-futbol.com/bundesliga2003'